# 五島市立本山小学校
五島市立本山小学校（ごとうしりつ もとやましょうがっこう）は、長崎県五島市堤町にある公立小学校。略称は「本小」。

## 概要
歴史
1874年（明治7年）創立。2014年（平成26年）に創立140周年を迎えた。

校章
校名の「本小」の文字（横書き）を置いている。
校歌
現校歌は1961年（昭和36年）に制定。作詞は川口三吉、作曲は川谷源昭による。歌詞は3番まであり、各番に「本山小学生」が登場する。
校区
住所表記で五島市の後に「堤町、吉田町、高田町、野々切町、浜町、小泊町、増田町」が続く地区。中学校区は五島市立翁頭中学校。

## 沿革
- 1871年（明治4年）- 廃藩置県により福江県に属することとなる。福江県は間もなく長崎県に編入される。
- 1872年（明治5年）7月 - 学制が頒布される。
- 1874年（明治7年）6月 - 民家を借用して「第五大学区第五中学区長崎県管下松浦郡本山小学校」が開校。児童数は15名。
- 1878年（明治11年）- 郡制の施行により、松浦郡は東西南北の4郡に分割され南松浦郡に属することとなる。学区は南松浦郡福江部に属する。
- 1880年（明治13年）- 教育令の施行により、「本山学区公立下等本山小学校」に改称。
- 1882年（明治15年） - 「本山学区公立中等本山小学校」に改称。
- 1885年（明治18年）12月 - 堤郷字田中に新校舎が完成。
- 1886年（明治19年）9月 - 小学校令の施行により、尋常科を設置の上「尋常本山小学校」に改称。修業年限を4年とする。
  - この年、福江村に長崎県第十八高等小学校が設置される。
- 1889年（明治22年）4月 - 町村制の施行により、南松浦郡本山村立の小学校となる。
- 1893年（明治26年）
  - 4月 - 小学校令の改正により「本山尋常小学校」に改称（「尋常」の位置が変わる）。
  - 5月 - 補習科（修業年限2年）を併置。
  - 7月 - 福江村にあった長崎県第十八高等小学校が廃止される。
  - 11月 - 廃止された第十八高等小学校に代わり、五ヶ村[2]組合立福江高等小学校が開校。
- 1902年（明治35年）
  - 3月 - 福江高等小学校を運営する組合から脱退。
  - 4月 - 高等科を併置し「本山尋常高等小学校」に改称（尋常科4年・高等科4年）。
- 1908年（明治41年）4月 - 小学校令の改正により、義務教育年限（尋常科の修業年限）が4年から6年に延長される。
  - 修業年限が「尋常科4年・高等科4年」から「尋常科6年・高等科2年」に変更される。
  - 旧高等科1年を尋常科5年に、旧高等科2年を尋常科6年に、旧高等科3年を高等科1年に、旧高等科4年を高等科2年に振り替える。
- 1912年（大正元年）- 寄贈により第二運動場が完成。
- 1930年（昭和5年）8月 - 旧校舎を解体。
- 1931年（昭和6年）2月 - 新校舎が完成。
- 1935年（昭和10年）- 青年学校令の施行により、併設の本山実業補習学校が「本山青年学校」となる。
- 1937年（昭和12年）1月 - 二宮尊徳像を設置。後に戦争のために金属供出される。
- 1941年（昭和16年）4月1日 - 国民学校令の施行により、「本山村本山国民学校」に改称。尋常科を初等科に改める（初等科6年・高等科2年）。
- 1944年（昭和19年）2月 - 新校舎が完成。
- 1946年（昭和21年）
  - 4月 - 雨通宿（うとじゅく）分校を設置。
  - 8月 - 進駐軍の査察を受ける。
- 1947年（昭和22年）4月1日 - 学制改革（六・三制の実施）が行われる。
  - 旧・本山国民学校の初等科が改組され、「本山村立本山小学校」となる。
  - 旧・本山国民学校の高等科と青年学校の普通科が改組され、本山村立本山中学校（新制中学校）となり、当面の間小学校に併設される。
- 1948年（昭和23年）10月 - 協学会（PTA）が発足。
- 1949年（昭和24年）
  - 3月 - 雨通宿分校の校舎を新築。
  - 4月 - 本山中学校が隣村の大浜中学校と統合され、本山大浜両村組合立翁頭中学校となったため、併設を解消。
- 1952年（昭和27年）7月 - ミルク給食を開始。
- 1954年（昭和29年）4月1日 - 町村合併・市制施行により、「福江市立本山小学校」に改称。
- 1957年（昭和32年）4月 - 児童数が最大698名を記録。
- 1961年（昭和36年）- 新校歌を制定。
- 1962年（昭和37年）- 鉄筋コンクリート造3階建ての新校舎が完成。
- 1963年（昭和38年）- 校旗を制定。
- 1970年（昭和45年）4月 - 特殊学級を設置。学校前に信号機が設置される。
- 1974年（昭和49年）- 創立100周年記念式典を挙行。
- 1975年（昭和50年）- 運動場の芝生化を実施。雨通宿分校の校舎を新築。
- 1980年（昭和55年）- 翁頭中学校から旧体育館が移管される。
- 1981年（昭和56年）- 歩道橋が設置される。
- 1983年（昭和58年）- 翁頭中学校から旧運動場が移管される。
- 1984年（昭和59年）3月31日 - 雨通宿分校を休校とする。
- 2004年（平成16年）8月1日 - 市町村合併により、「五島市立本山小学校」（現校名）へ改称。
- 2011年（平成23年）3月31日 - 雨通宿分校を廃止（最終所在地:五島市吉田町3614番地（北緯32度41分22.9秒 東経128度46分26.9秒 / 北緯32.689694度 東経128.774139度））。
- 2024年（令和6年）4月1日 - 五島市立大浜小学校を統合。

## 交通アクセス
最寄りのバス停
- 五島自動車（五島バス）「本山」バス停

最寄りの道路
- 長崎県道49号福江富江線

## 周辺
- 五島市立翁頭中学校
- JAごとう本山支店・本山漬物加工施設
- 本山郵便局
- 長崎県警察五島警察署本山警察官駐在所
- 福江空港

## 参考資料
- 「福江市史 上巻」（1995年（平成7年）3月31日, 福江市）第3編 教育・文化、第2章 学校教育、第2節 学校の沿革と現況 p. 383